# Râul Valea lui Stan, Argeș
Valea lui Stan este un râu în Munții Frunții. Izvorăște din zona de creastă a masivului sus-menționat și are o lungime de 11 km; înainte de amenajarea barajului Vidraru se vărsa în Argeș. În prezent debușează prin intermediul unui sistem de captări în Lacul Vidraru. Are un bazin hidrografic ce se întinde pe 21 km 2. Pe cursul inferior există un sistem de chei, ce pot fi accesate turistic și care fac legătura cu trasee din masiv.

## Hărți
- Harta Județul Argeș
- Munții Făgăraș  Arhivat în 8 septembrie 2013, la Wayback Machine.
- Alpinet - Munții Făgăraș